# 평창경찰서
평창경찰서(平昌警察署, Pyeongchang Police Station)는 강원특별자치도경찰청이 관할하는 경찰서 중 하나이다. 강원특별자치도 평창군 일대를 관할한다. 강원특별자치도 평창군 평창읍 군청길 55에 위치하고 있다.
서장은 총경으로 보한다.

## 기본 정보
- 주소: 강원특별자치도 평창군 평창읍 군청길 55
- 우편번호: 25374

## 관할 파출소 및 지구대
| 명칭         | 사진 | 주소                  | 관할구역 | 치안센터                               |
| ------------ | ---- | --------------------- | -------- | -------------------------------------- |
| 평창지구대   |      | 평창읍 평창중앙로 5   |          | 방림치안센터 미탄치안센터 운교치안센터 |
| 중부지구대   |      | 봉평면 평온길 2       |          | 용평치안센터                           |
| 대화파출소   |      | 대화면 대화중앙로 112 |          |                                        |
| 진부파출소   |      | 진부면 청송로 103     |          |                                        |
| 대관령파출소 |      | 대관령면 대관령로 95  |          |                                        |

## 같이 보기
- 강원특별자치도경찰청